# Cambojiida
Cambojiida is een orde van ribkwallen uit de klasse van de Tentaculata.

## Familie
- Cambojiidae Ospovat, 1985